# Лепи Мича
Лепи Мича (серб. Лепи Мића / Lepi Mića), настоящее имя Мирослав Пржуль (серб. Мирослав Пржуљ / Miroslav Pržulj, род. 26 марта 1959, Сараево) — сербский певец в жанре турбо-фолк, известный по песням о гражданской войне в Югославии.

## Биография
Родился 26 марта 1959 года в Боснии и Герцеговине. Окончил среднюю музыкальную школу, работал в Сараево официантом. В 1989 году дебютировал на музыкальной сцене с альбомом «Рулет среће», за свою карьеру записал всего девять альбомов в жанре турбо-фолк. Участвовал в Боснийской войне в составе Армии Республики Сербской, но вскоре переехал в Белград. Известен благодаря песням о войне «Република Српска» и «Горе Романиjе» с альбома «Крвава свадба» 1992 года. Проживает в настоящее время в центре Белграда. Женат.
Лепи Мича стал снова широко известен сербской общественности благодаря участию в реалити-шоу «Фарма»: он участвовал в 5-м сезоне в 2013 году и в 7-м сезоне в 2015 году. В пятом он покинул шоу на 28-й день по итогам голосования участников, в седьмом сезоне покинул шоу на 132-й день по итогам голосования. В шоу скандально прославился из-за серии конфликтов с участниками, в том числе и драками. В своих песнях Лепи Мича иногда прямо, иногда завуалированно критикует боснийско-хорватскую власть в Боснии и Герцеговине.

## Дискография
- Рулет среће (1989)
- Имао сам једну љубав (1991)
- Крвава свадба (1992)

- Православци (1993)
- Србима за сва времена (1993)

- Гдје цвјетају божури (1994)
- Гаро моја (1994)
- Жено плаве косе (1996)
- Свака ме зима на тебе сјећа (1998)

- Oj Србијо, мајко моја (2008)
- Процват (2017)